# 3955 Bruckner
3955 Bruckner eller 1988 RF3 är en asteroid i huvudbältet som upptäcktes den 9 september 1988 av den tyske astronomen Freimut Börngen vid Tautenburg-observatoriet. Den har fått sitt namn efter den österrikiske tonsättaren Anton Bruckner.
Asteroiden har en diameter på ungefär 18 kilometer och den tillhör asteroidgruppen Eos.